# Method (film, 2017)
Pour les articles homonymes, voir Method.
Pour plus de détails, voir Fiche technique et Distribution.
Method est un film sud-coréen réalisé par Bang Eun-jin, sorti en 2017.

## Synopsis
L'idol Young-woo et l'acteur renommé Jae-ha sont engagés pour jouer dans Unchain, une pièce de théâtre mettant en scène un couple homosexuel. Écœuré par ce coup marketing, Jae-ha voit d'un mauvais œil cette star pour ados inexpérimentée débarquer sur les planches. De son côté, Young-woo semble prendre plaisir à provoquer Jae-ha. Dans les coulisses, la relation entre les deux hommes s'avère vite conflictuelle. Pourtant, au fil des répétitions, la fiction semble prendre le pas sur la réalité...

## Fiche technique
- Titre international : Method
- Titre original : 메소드
- Réalisation : Bang Eun-jin
- Scénario : Bang Eun-jin, Min Ye-ji
- Société de production : Mobetter Film
- Société de distribution : At9 Film
- Dates de sortie :
  - 13 octobre 2017 au Festival international du film de Busan
  - 2 novembre 2017 en  Corée du Sud

## Distribution
- Park Sung-woong : Jae-ha
- Yoon Seung-ah : Hee-won
- Oh Seung-hoon : Young-woo
- Ryu Tae-ho : Won-ho
- Kim Beom-jun : le manager de Young-woo
- Lee Min-woong : chef de département
- Gi Do-yeong : assistant directeur
- Kang Jin-joo : photographe

## Récompenses
- 2018 : 23ème Chunsa Film Art Awards : Meilleur nouvel acteur pour Oh Seung-hoon
- 2018 : 5ème Wildflower Film Awards : Meilleur nouvel acteur pour Oh Seung-hoon